# Hydrox
Hydrox ist ein Atemgasgemisch aus Wasserstoff und Sauerstoff, das beim Gerätetauchen in sehr großer Tiefe verwendet wird. Es ermöglicht einen Abstieg bis zu einer Tiefe von maximal 700 Metern.

## Geschichte
Obwohl schon der Entdecker des Wasserstoffs, Antoine Lavoisier (1743–1794), diesen verwendete, indem er Meerschweinchen dem Gas aussetzte, ist die erste Verwendung von Wasserstoff im Tauchen den Experimenten des schwedischen Ingenieurs Arne Zetterström 1945 zuzuschreiben. Dieser bewies, dass es in großer Tiefe anwendbar ist. Während eines Tauchgangs starb Zetterström an den Folgen eines Fehlers der Oberflächenmannschaft.
Erst viele Jahre später wurden die Studien mit Wasserstoff wieder aufgenommen, zuerst von der U.S. Navy, dann von der französischen Firma Comex, die Verfahren zum Erreichen einer Tiefe zwischen 500 und 700 m entwickelte, mit Hilfe von wasserstoffbasierten Gasgemischen wie zum Beispiel Hydrox (Wasserstoff und Sauerstoff) oder Hydreliox (Wasserstoff, Helium und Sauerstoff).

## Eigenschaften und Verwendung
Mit verschiedenen Hydrox-Gemischen konnten Tauchtiefen bis zu 700 Metern erreicht werden. Hydrox hilft insbesondere gegen das High Pressure Nervous Syndrome, die häufigste Tiefseetaucher-Krankheit, die durch das Helium in Gemischen wie Heliox, Hydreliox und Trimix verursacht wird. Da Hydrox keinen Stickstoff enthält, gibt es auch keine Stickstoffnarkose. Allerdings wirkt auch Wasserstoff narkotisch. Diese Wirkung wird in Hydreliox genutzt, um als Antagonist zum Helium das HPNS abzuschwächen. Nachteilig sind die hohe Explosionsgefährlichkeit eines Wasserstoff-Sauerstoff-Gemisches als Knallgas sowie, wegen der sehr guten Wärmeleitfähigkeit des Wasserstoffs (0,1805 W/(m·K)), ein starkes Auskühlen der Lunge. Weiterhin kann Hydrox erst in Tiefen unter 30 Metern eingesetzt werden, so dass zwei verschiedene Atemgase mitgeführt werden müssen.